# هيلموت مولر (مؤرخ العصر الحديث)
هيلموت مولر (بالألمانية: Helmut Müller-Enbergs) (و. 1960  م) هو مؤرخ العصر الحديث، ومؤلف، ومؤرخ، وأستاذ جامعي، وكاتب ألماني.